# Leupoldsgrün
Leupoldsgrün er en kommune i Landkreis Hof i den nordøstlige del af den bayerske regierungsbezirk Oberfranken i det sydlige Tyskland. Den er en del af Verwaltungsgemeinschaft Schauenstein. Kommunen liger omkring 9 kilometer vest for byen Hof.

## Geografi
Leupoldsgrün ligger i Naturpark Frankenwald.

### Inddeling
Kommunen består ud over Leupoldsgrün af 5 landsbyer og bebyggelser:
- Hartungs
- Hohenbuch
- Lipperts
- Neumühl
- Röhrsteig